# Kalleh Dasht
Kalleh Dasht (persiska: كله دشت) är en ort i Iran.   Den ligger i provinsen Markazi, i den nordvästra delen av landet, 160 km väster om huvudstaden Teheran. Kalleh Dasht ligger 1 466 meter över havet och antalet invånare är 196.
Terrängen runt Kalleh Dasht är varierad.Runt Kalleh Dasht är det ganska glesbefolkat, med 27 invånare per kvadratkilometer. Närmaste större samhälle är Gharqābād, 4,8 km nordväst om Kalleh Dasht. Trakten runt Kalleh Dasht består i huvudsak av gräsmarker.